# Dr J S Moroka
Dr J S Moroka (officieel Dr J S Moroka Local Municipality) is een gemeente in het Zuid-Afrikaanse district Nkangala.
Dr J S Moroka ligt in de provincie Mpumalanga en telt 250.000 inwoners. De gemeente is vernoemd naar een ANC-voorman.

## Hoofdplaatsen
Het nationaal instituut voor de statistiek, Stats SA, deelt sinds de census 2011 deze gemeente in in 49 zogenaamde hoofdplaatsen (main place):
Allemansdrift • Borolo • Dihekeng • Ditlhokwe • Dr JS Moroka NU • Ga-Morwe • Kameelpoort • Kgobokwane • Koedoespoort • Leeufontein • Lefiso • Lefiswane • Leseleseleng • Loding • Madubaduba • Maganagobuswa • Magola • Makometsane • Mantlole • Mapoch • Marapyane • Marothobolong • Masobye • Matimpule • Matshiding • Metsemadiba • Mmaduma • Mmamethlake • Mogononeng • Moletji • Moretele • Morwe • Moteti • Nokaneng • Phake • Phake Thabeng • Pieterskraal • Ramantsho • Ramokgeletsane • Seabe • Semohlase • Senotlelo • Siyabuswa • Terateng • Thabana • Ukukhanya • Vaalbank • Waterval.